# کریس باون
کریس باون (انگلیسی: Chris Bowen؛ زادهٔ ۱۷ ژانویهٔ ۱۹۷۳) سیاست‌مدار عضو حزب کارگر استرالیایی است.